# Metanema determinata
Metanema determinata là một loài bướm đêm trong họ Geometridae.